# Eunidia bituberata
Eunidia bituberata là một loài bọ cánh cứng trong họ Cerambycidae.